# Europiella unipuncta
Europiella unipuncta är en insektsart som beskrevs av Knight 1968. Europiella unipuncta ingår i släktet Europiella och familjen ängsskinnbaggar. Inga underarter finns listade i Catalogue of Life.